# Ski amadé
Der Skiverbund Ski amadé ist mit 270 Skiliften und Seilbahnen eines der größten Wintersportgebiete in Europa. Es umfasst insgesamt 25 Orte, die allesamt in den österreichischen Bundesländern Salzburg und Steiermark liegen. Das Skigebiet am Dachstein hat auch Anteil am Bundesland Oberösterreich.

## Geschichte
Ende der 1980er-Jahre schlossen sich Bergbahnen und Tourismusverbände im Bereich der gesamten Region Pongau (Salzburg) zusammen. Zunächst erfolgte eine wechselseitige Anerkennung der Liftkarten, später eine Werbegemeinschaft. Im Jahr 2000 schlossen sich 270 Skilifte und 25 Gemeinden zusammen und installierten die Ski amadé Gesellschaft bürgerlichen Rechts mit Sitz in Radstadt. Als Vorbild diente dabei das Kooperationsmodell von Dolomiti Superski.
Vertragliche Basis für die Zusammenarbeit von Lift- und Seilbahngesellschaften ist eine schriftliche Kooperations- und Umsatzverteilungs-Vereinbarung. Diese regelt nicht nur den allen Regionen gemeinsamen Skipass und die damit zusammenhängenden Entscheidungs-, Kontroll- und Erlösaufteilungsfragen, sondern verbietet es den einzelnen Skigebieten auch, Skipässe oder Liftkarten für die Einzelregionen anzubieten. Der Kooperationsvertrag hat auch für kleine Skigebiete eine zentrale Preisfestsetzung vorgesehen.
Im Zuge der Wachstumsphase wurde in einem Beschluss vom 10. November 2003 durch das Kartellgericht festgestellt, „dass die Absprache von Preisen durch die Mitglieder des Skiverbundes Amadé […], die Absprache über das örtliche Gebiet, für das die Karten Gültigkeit haben, und das Verbot der Ausgabe bzw. faktische Nichtangebot von Karten für die Lifte lediglich einzelner Regionen innerhalb des Skiverbundes Amadé dem Kartellgesetz unterliegt.“ Die Arbeiterkammer und Ski amadé haben sich daraufhin bei Verhandlungen geeinigt, den Skiverbund beim Kartellgericht anzumelden. Die dabei erzielte Einigung sieht vor, dass Ski amadé die Preisgestaltung bei Tageskarten ab der Skisaison 2004/05 freigibt.
Ski amadé hat in den letzten Jahren große Werbeanstrengungen unternommen und ist auch vielfach in den Medien präsent, wenn auch nicht immer positiv, wie die Berichterstattungen über die Hochpreispolitik und die Kartellvorwürfe zeigen. In mehreren Gerichtsverfahren versuchte das Unternehmen in Österreich die Domain amade.at zu erlangen, dieses Klagebegehren wurden jedoch mangels Vorliegen von Domaingrabbing abgewiesen. In Deutschland wirbt die Skiregion mit dem Slogan Live dabei – in Ski Amadé. Das Werbelied ist ein Remix von Wolfgang Amadeus Mozarts 21. Klavierkonzert.

## Leistungsumfang
Ski amadé und ihre Partnerregionen betreuen insgesamt etwa 760 Pistenkilometer (356 Pisten), von denen 90 % (684 km) maschinell beschneibar sind. Dazu stehen 270 Lifte- und Seilbahnanlagen (47 Kabinenbahnen, 90 Sesselbahnen, 81 Schlepplifte, 52 Übungslifte) zur Verfügung, mit einer Gesamtförderkapazität von 365.000 Personen/Stunde.
Die Partnerregionen verfügen über 94.199 Gästebetten in 4.985 Beherbergungsbetrieben (davon 260 Skihütten & Bergrestaurants), mit 1,3 Mio. Ankünften. Damit stellt die Organisation knapp 10 % der Gästebetten Österreichs (bei etwa 8 % der Betriebe), und etwa ein Drittel aller Ankünfte im Sektor Wintertourismus in Österreich.
Direkt beschäftigt sind bei den Partnergesellschaften 1.400 Mitarbeiter, davon 550 ganzjährig. Die Firma selbst hat 170 Mitarbeiter.

## Skiregionen, Skigebiete und Mitgliedsgemeinden
- Karte mit allen Koordinaten:
- OSM |
- WikiMap

### Skiregion Salzburger Sportwelt
Im Salzburger Pongau liegt die Region Salzburger Sportwelt, zu der die Gemeinden St. Johann im Pongau, Altenmarkt im Pongau/Zauchensee, Eben, Filzmoos, Flachau, Radstadt im Ennspongau sowie Wagrain und Kleinarl gehören. Die Skigebiete der Region sind:
in den Radstädter Tauern:
- Hahnbaumlifte St. Johann (650–1200 m)
- Skigebiet Wagrain (Bergbahnen Wagrain, 850–2000 m: Saukarkopf, Sonntagskogel/Grafenberg sowie Wagrainer Höhe); seit Winter 2013/14 ist der Grafenberg mit dem Grießenkareck durch eine Pendelbahn verbunden
- snow space Flachau (827–2000 m: Saukarkopf/Grießkareck)
- St. Johann-Alpendorf (800–1850 m: Sonntagskogel und Gernkogel), 
die letzteren drei früher Drei-Täler-Skischaukel Flachau, Wagrain und St. Johann genannt
- Skiparadies Zauchensee–Flachauwinkl (1000–2188 m: Gamskogel sowie Rauchkopf, Roßkopf)
- Shuttleberg Flachauwinkl–Kleinarl (1000–1980 m: Mooskopf)

die vormalige Skischaukel Zauchensee–Flachauwinkl–Kleinarl, zwei verbundene Gebiete
- Skischaukel Radstadt–Altenmarkt (855–1571 m: Kemahdhöhe)

in den Salzburger Schieferalpen drei kleinere Gebiete:
- Skigebiet Monte Popolo (Eben, 862–1612 m: Tannkoppen/Rossbrand)
- Filzmoos (1057–1600 m: Rossbrand sowie Großberg)
- Goldegg (850–1200 m: Goldegger Buchberg, in den Dientner Bergen oberhalb Schwarzach)

Die Salzburger Sportwelt verfügt über 250 km Piste, mit gesamt 18 Gondeln bzw. Kabinenbahnen, 36 Sesselbahnen und 44 Schlepp- und Übungsliften. Das Zielpublikum ist breit gefächert. Flachau (Hermann Maier-Weltcupstrecke), Altenmarkt (Kälberloch) und Zauchensee (Weltcuparena) sind Weltcup-Ort, in Altenmarkt fanden auch die Freestyle-Skiing-Weltmeisterschaften 1993 statt.

### Skiregion Schladming–Dachstein
Die Skiregion im obersten Ennstal umfasst Schladming, Gröbming, Haus im Ennstal, Pruggern, Ramsau am Dachstein, Rohrmoos-Untertal, Forstau und Pichl/Mandling, die auch mit einigen weiteren Gemeinden in der Urlaubsregion Schladming–Dachstein organisiert sind. Die Skigebiete sind:
In den Schladminger Tauern:
4-Berge-Skischaukel:
- Reiteralm Bergbahnen (Pichl, 800–1860 m)
- Planai–Hochwurzen (Schladming, 745–1894 m)
- Hauser Kaibling (Haus, 728–2015 m)
Sie umfasst 109 Liftanlagen, darunter 7 Seilbahnen, 26 Sessellifte, 44 Schlepplifte und Übungslifte. Die Pisten haben eine Gesamtlänge von 185 Kilometer, wovon 65,5 leicht sind, 104,6 mittel und 11,6 Kilometer schwer. Die längste Talabfahrt ist die Hauser Kaibling FIS Talabfahrt mit 7,7 Kilometern Länge.
- Fageralm (Forstau, 930–1885 m; Fager)
12 km Piste mit 2 Sessel- und 5 Schleppliften
- Galsterberg (1000–1986 m: Kalteck)
20 km Piste mit 1 Seilbahn, 1 Sessel- und 3 Schleppliften

Dachsteinmassiv:
- Ramsau (1130–1636 m: Türlwand)
- Dachstein Gletscher (Ramsau, 2296–2700 m)
mit zusammen 22 km Piste, 1 Seilbahn, 2 Sessel- und 20 Schleppliften. Dachstein Gletscher ist ein Sommerskigebiet, mit Anschluss an die Höhenloipen des Langlaufzentrums Ramsau
- Stoderzinken (Gröbming, 1700–2048 m)
8 km Piste, 4 Schlepplifte

Die Region zählt zu den Top-5-Skiregionen Österreichs und ist durch die Ausrichtung von jährlichen Weltcup-Skirennen (seit 1973) bekannt. Im Besonderen ist das Nightrace, ein Nachtslalom, mit etwa 50.000 Besuchern eine der bestbesuchten Skiveranstaltungen der Welt. Sie ist Austragungsort der Weltmeisterschaften in Ski Alpin 1982, 2013, Nordisch (1999) und Skibergsteigen (2011) wie auch der Special Olympics 1993, 2017 und Ski-Junioren-WM 1997.

### Skiregion Gasteinertal
Das Gasteinertal (Dorfgastein, Bad Gastein, Bad Hofgastein) verfügt über vier Skigebiete, welche nicht miteinander verbunden sind.
- Skischaukel Schloßalm–Angertal–Stubnerkogel (Bad Gastein, Bad Hofgastein 859–2300 m: Hohe Scharte an der Türchlwand sowie Stubnerkogel; Skizentrum Angertal auf 1175 m)
- Sportgastein (1584–2650 m: Kreuzkogel)
- Graukogel (Bad Gastein 1000–2246 m)
- Skischaukel Dorfgastein–Großarl (865–2027 m: Kreuzkogel)

Die Skiregion Gasteinertal verfügt über fast 125 km Piste, mit gesamt 11 Seilbahnen, 14 Sessel- und 15 Schlepp- und Übungsliften. Sportgastein ist für Varianten-Skiläufer interessant (Randzone des Nationalparks Hohe Tauern). Bekannt sind die drei Orte für ihr Sportspa (Thermalbäder, Marke: Ski, Berge & Thermen Gastein). Auf dem Graukogel wurden die Alpinen Skiweltmeisterschaften 1958 ausgetragen.

### Skiregion Hochkönig
Im Hochköniggebiet, das sind Mühlbach am Hochkönig im Mühlbachtal, Dienten im Dientnertal und Maria Alm an der Urslau, liegt die Skiregion Hochkönig. Sie umfasst die drei Skigebiete, die durchwegs nach Süden in die Dientener Berge (Grasberge) führen und untereinander verbunden sind:
- Mühlbach am Hochkönig: Schneeberg (860–1820 m), und Hochkeil am Hochkönigfuß (Arthurhaus/Mitterbergalm, 1347–1580 m)
- Dienten: Wastlhöhe/Sunnhütte Richtung Mühlbach (Kolmansegg, 1071–1750 m), Gabühel (1071–1634 m)
- Maria Alm: Aberg (802–1900 m), Gabühel (Hinterthal, 1020–1634 m) sowie die Kleingebiete Natrun und Hinterreit

Im Skigebiet Hochkönig liegen 120 km Piste, erschlossen durch 6 Kabinenbahnen, 9 Sessel- und 18 Schlepplifte. Auch gibt es drei Snowparks. Das Gebiet spezifiziert sich auf das Profil Familienurlaub.

### Skiregion Großarltal
Im Großarltal liegen die Gemeinden Großarl und Hüttschlag. Das Skigebiet der Region ist:
- Skischaukel Dorfgastein-Großarl (885–2027 m: Kreuzkogel)

Die Region Großarl hat mit Dorfgastein 80 km Piste. Großarl verfügt über 3 Seilbahnen, 4 Sessel- und 2 Schlepplifte. Interessant ist das Tal der Nationalparkgemeinden auch für Tourengeher, Langläufer und Winterwanderer, da sich der Skizirkus nur auf ein Gebiet konzentriert.